# Orden de Belice
La Orden de Belice (en inglés: Order of Belize) es una condecoración del país centroamericano Belice.
Fue instituida el 16 de agosto de 1991, por The National Honours and Awards Act.
Esta orden pueden recibirla nacionales o extranjeros y puede concederse póstumamente.
Las letras postnominales correspondientes son OB.